# 柯震東
柯震東（英語：Kai Ko，1991年6月18日—），原名柯家凱，臺灣男藝人、導演。生於澎湖縣，成長於臺北市。2011年參演九把刀執導的電影《那些年，我們一起追的女孩》，獲得第48屆金馬獎最佳新演員獎與2012年华语电影传媒大奖最佳新演員獎。2012年起參演郭敬明執導的系列電影《小時代》。2021年參演九把刀執導的電影《月老》，獲得第24屆台北電影獎最佳男主角獎。同年，以《不夠善良的我們》獲得第59屆金鐘獎迷你劇集（電視電影）男配角獎。

## 經歷
柯震東出道是經父親的好友歌手庾澄慶帶領。2011年，柯震東飾演由作家九把刀作品改編的電影《那些年，我們一起追的女孩》中「柯景騰」一角而爆紅，並因此獲得第48屆金馬獎最佳新演員獎與第6屆亞洲電影大獎最佳新人奖。同年11月11日，柯震东发行个人首张音乐专辑《有话直说》。
2014年爆出房祖名柯震東吸毒事件，演藝事業受挫。直到2016年演出《再見瓦城》入圍金馬獎最佳男主角才再受肯定。
2022年，以電影《月老》石孝綸一角，拿下2022年台北電影獎最佳男主角獎，再次以對演戲的熱情與態度收穫大家肯定。8月26日，搭擋徐若瑄，在電影《初戀慢半拍》裡共譜姐弟戀曲。
2023年1月9日，柯震東在拍攝Netflix影集《乩身》時，特寫臉部的無人機突然失控撞上臉部顴骨區，導致臉部被劃傷，需緊急送往醫院縫合30針治療，傷勢並未傷及眼睛。

## 演出作品

### 電影
| 年份   | 電影名稱                 | 角色                  | 備註     |
| ------ | ------------------------ | --------------------- | -------- |
| 2011年 | 那些年，我們一起追的女孩 | 柯景騰                |          |
| 2012年 | 南方小羊牧場             | 阿東                  |          |
| 2013年 | 變身                     | Face武替              | 客串     |
| 2013年 | 在一起                   | 阿仔                  |          |
| 2013年 | 小時代                   | 顧源                  |          |
| 2013年 | 小时代：青木时代         | 顧源                  |          |
| 2014年 | 小時代：刺金時代         | 顧源                  |          |
| 2016年 | 再見瓦城                 | 阿國                  |          |
| 2017年 | 報告老師！怪怪怪怪物！   | 校車學生              | 客串     |
| 2020年 | 打噴嚏                   | 王義智                |          |
| 2021年 | 鱷魚                     | 余大偉                |          |
| 2021年 | 月老                     | 石孝綸（阿綸）        |          |
| 2021年 | 金錢男孩                 | 飛                    |          |
| 2022年 | 初戀慢半拍               | 小洪                  |          |
| 2023年 | 蜘蛛人：穿越新宇宙       | 邁爾斯·摩拉斯／蜘蛛人 | 國語配音 |
| 2023年 | 請問，還有哪裡需要加強   | 高腳仔                |          |
| 2025年 | 我未許願先吹蠟燭         |                       |          |
| 2026年 | 功夫                     |                       |          |

### 微電影
| 年份   | 微電影名稱       | 角色 |
| ------ | ---------------- | ---- |
| 2012年 | 自然零           | 東東 |
| 2013年 | 這一刻，愛吧2013 | 可東 |
| 2014年 | 這一刻，愛吧2014 | 可東 |
| 2014年 | 創酷 我的第一步  | 小柯 |
| 2022年 | 侵密             |      |

### 劇集
| 年份   | 播出頻道         | 戲劇名稱       | 角色   | 備註 |
| ------ | ---------------- | -------------- | ------ | ---- |
| 2024年 | Netflix          | 愛愛内含光     | 周平克 |      |
| 2024年 | 公視、八大戲劇台 | 不夠善良的我們 | 向立   |      |
| 2024年 | Netflix          | 乩身           |        |      |

## 幕後作品

### 電影
| 年份   | 電影名稱 | 擔任職務 | 備註 |
| ------ | -------- | -------- | ---- |
| 2023年 | 黑的教育 | 導演     |      |

## 音樂作品

### 錄音室專輯
| 發行日期       | 專輯名稱 | 專輯類型 | 發行公司         | 專輯曲目 |
| -------------- | -------- | -------- | ---------------- | --- |
| 2011年11月11日 | 有話直說 | 原創專輯 | 台灣索尼音樂娛樂 | 曲目 1. 請讓我繼續喜歡你 2. 請比我愛她 3. 有話直說 4. 愛你戒不掉 5. 愛就愛 6. 漂流瓶 7. 左右 8. 封鎖你 9. Be My Baby 10. 百式之零 |

### 個人單曲
| 發行日期      | 歌曲名稱         | 所屬專輯、備註                               |
| ------------- | ---------------- | -------------------------------------------- |
| 2011年8月5日  | 《永遠不回頭》   | 收錄於《那些年，我們一起追的女孩》電影原聲帶 |
| 2011年8月5日  | 《寂寞的咖啡因》 | 收錄於《那些年，我們一起追的女孩》電影原聲帶 |
| 2019年9月13日 | 《35》           | 收錄於專輯陳珊妮《Juvenile A》               |

## 獎項紀錄
| 年份   | 獲提名                       | 獎項                                                 | 結果 |
| ------ | ---------------------------- | ---------------------------------------------------- | ---- |
| 2011年 | 《那些年，我們一起追的女孩》 | 第48屆金馬獎 最佳新演員                              | 獲獎 |
| 2012年 | 《那些年，我們一起追的女孩》 | 第12屆華語電影傳媒大獎 最佳新演員                    | 獲獎 |
| 2012年 | 《那些年，我們一起追的女孩》 | 第6屆亞洲電影大獎 最佳新演員                         | 提名 |
| 2012年 | 《有話直說》                 | 第3屆MY Astro至尊流行榜頒獎典禮 至尊新人             | 獲獎 |
| 2016年 | 《再見瓦城》                 | 第53屆金馬獎 最佳男主角                              | 提名 |
| 2021年 | 《金錢男孩MONEYBOYS》        | 第58屆金馬獎 最佳男主角                              | 提名 |
| 2022年 | 《月老》                     | 第3屆台灣影評人協會獎 最佳男演員                     | 提名 |
| 2022年 | 《月老》                     | 第24屆台北電影獎 最佳男主角                          | 獲獎 |
| 2022年 | 《黑的教育》                 | 第59屆金馬獎 最佳新导演                              | 提名 |
| 2023年 | 《黑的教育》                 | 第18屆大阪亞洲電影節最具潛力創作者獎                 | 獲獎 |
| 2023年 | 《黑的教育》                 | 第47屆香港國際電影節新秀電影競賽(華語)評審團特別表揚 | 獲獎 |
| 2024年 | 《請問，還有哪裡需要加強》   | 第26屆台北電影獎 最佳男配角                          | 提名 |
| 2024年 | 《不夠善良的我們》           | 第6屆亞洲內容大獎&全球OTT大獎 最佳男配角獎           | 提名 |
| 2024年 | 《不夠善良的我們》           | 第59屆金鐘獎 迷你劇集／電視電影男配角獎              | 獲獎 |
| 2024年 | 《不夠善良的我們》           | 第7屆亞洲影藝創意大獎 最佳男配角獎                   | 提名 |

## 爭議
- 2014年8月18日，北京市公安局官方微博指，北京市公安局證實台灣藝人柯震東與香港藝人房祖名於8月14日在北京東城區被查獲，因涉嫌吸毒及刑事犯罪，兩人尿液結果皆呈大麻類陽性反應，並在房祖名住所繳獲毒品大麻100余克，柯震東被北京市公安局東城分局行政拘留，事件仍持續調查中。[6][7][8][9]
- 18日晚間8點，經紀公司老闆柴智屏發布正式道歉聲明，坦承柯震東吸毒事實，並向社會大眾道歉[10]。柴智屏表示，直到18日晚間6時30分，經紀公司接獲大陸公安電話，被告知柯震東將會以違反《中華人民共和國治安管理處罰法》，被行政拘留14天。[11]同日晚間，柯震東的父親柯耀宗前往北京探視兒子時表示，「他（柯震東）做了不好的事，當然要為自己的行為負責」。[12]
- 柯震東吸毒曝光後，中華民國法務部已經將柯震東與數名藝人於2012年拍攝的反毒品宣導影片撤下。[13]
- 2014年8月19日，北京东城区看守所釋出柯震東受訪的影片，柯震東落淚表示「做了最壞的示範，讓所有人失望」，並向所有支持他、喜歡他、認識他，還有身邊許多的朋友還有家人道歉[14][15][16]。同日晚间CCTV焦点访谈节目中，柯震东自述第一次吸食大麻是2012年在房祖名家中[17][18]。返回台灣後，依《毒品危害防制條例》，可能會強制戒毒2個月。
- 8月20日起，有网友结合《北京市演艺界禁毒承诺书》认为柯震东等将就此告别演艺圈，实为误读[19]。亦有未指明来源消息称由于柯震东粉丝的过激行为，中華人民共和國广电总局认为其“不良示范超过预期”，决定对其进行“封杀”，但实际上各大媒体并未收到广电总局的相关通知[20]。但其代言的廣告商如中國大陸區的肯德基和adidas已單方面解約，其餘至少四家廠商均已撤下形象廣告，未來恐遭索賠十多億元；在台灣的代言亦可能中止合約[21][22]
- 9月1日上午，柯震東到台北地檢署接受調查，除追查毒品來源，亦採集其毛髮等檢體，以釐清是否吸食其他毒品[23]。
- 10月8日，柯震東正式被列入中國廣電總局的“封殺劣跡藝人”名單。[24]
- 10月15日，柯震東自費到台北市立聯合醫院松德院區進行戒癮治療，經過院方評估後，再給予緩起訴的處分。
- 2015年6月16日，《小時代：靈魂盡頭》最新預告片的其中2秒出現包含柯震東的鏡頭，令網民質疑中國大陸的廣電總局已對柯震東解除禁令，但相關電影的海報與演員名單中卻仍無柯震東蹤影[25]。7月9日，《小時代：靈魂盡頭》正式上映，證實柯震東在戲裡顧源一角仍然保留一定戲份。[26]
- 2016年5月，柯震东出演中国大陆电视剧《舞樱》中的警员角色。有媒体报道称柯震东在中国大陆已经“复出”[27]。
- 2018年7月1日，柯震东同年6月29日在台湾受邀出席彩妆品牌NARS（英语：NARS_Cosmetics）活动并发布微博，NARS遂遭到中國大陸網友批評[28]。7月1日下午，NARS官方微博发表声明对此事件表示遗憾和歉意[29]。

## 外部連結
- 柯震東的新浪微博
- 柯震東的Facebook專頁
- 柯震東的Instagram帳戶
- YouTube上的柯震東頻道
- 柯震東在互联网电影资料库（IMDb）上的資料（英文）
- 柯震東在香港影庫上的簡介
- 柯震東在台灣電影網上的資料（繁體中文）
- 柯震東在華文影史庫上的簡介 （页面存档备份，存于）（繁體中文）